# SG̲aawaay Ḵʼuuna
Pour plus de détails, voir Fiche technique et Distribution.
SG̲aawaay Ḵʼuuna (/sɢ̥aːwaːj qʼuːna/) est un film dramatique canadien en haïda de 2018 co-réalisé par Gwaai Edenshaw et Helen Haig-Brown. C'est le premier film en haïda,. Le film se déroule au XIXe siècle sur l'archipel Haïda Gwaïi et raconte le mythe haïda d'un homme naufragé et traumatisé transformé en Gaagiixiid, l'homme-sauvage.
Avec l'aide des habitants de Haïda Gwaïi, Gwaai et Jaalen Edenshaw, Graham Richard et Leonie Sandercock écrivent le scénario en 2015 avec le but de préserver et d'enseigner le haïda, une langue menacée. Les contributeurs au budget de 1 890 000 dollars canadiens incluent le Conseil de la Nation haïda, le Fonds des médias du Canada et Téléfilm Canada. Le film a été créé principalement par des autochtones, y compris les co-réalisateurs, une équipe principalement amateur et la distribution haïda. En 2017, les acteurs ont appris à parler haïda dans un camp de deux semaines et durant les cinq semaines de tournage.
Montré pour la première fois le 1er septembre 2018 aux habitants de Haïda Gwaïi, qui selon les créateurs du film étaient la principale audience cible, SG̲aawaay Ḵʼuuna est officiellement projeté au Festival international du film de Toronto 2018, qui a nommé le film dans sa liste annuelle Canada's Top Ten.

## Synopsis
Durant un été du XIXe siècle, deux grandes familles se rassemblent pour leur retraite de pêche annuelle sur Haïda Gwaïi. Adiitsʹii, un charmant et noble jeune homme, cause accidentellement la mort du fils de son meilleur ami Kwa et s'enfuit dans la nature sauvage. Adiitsʹii est tourmenté par ce qu'il a fait et tombe dans la folie, devenant Gaagiixiid, un être surnaturel dément et poussé par la faim. Contre toute attente, il survit à l'hiver, et au rassemblement de l'année suivante, les familles essayent de rechanger Gaagiixiid en Adiitsʹii alors que Kwa lutte contre un désir de revanche.

## Fiche technique
Sauf indication contraire, les informations mentionnées dans cette section peuvent être confirmées par la base de données cinématographiques IMDb,  présente dans la section « Liens externes ».
- Titre original : SG̲aawaay Ḵʼuuna
- Titre anglais : Edge of the Knife
- Réalisation : Gwaai Edenshaw et Helen Haig-Brown
- Scénario : Gwaai Edenshaw, Jaalen Edenshaw, Graham Richard et Leonie Sandercock
- Décors : Jon Callfas, Aretha Edgars, Michael Mayr, James McGuire, Caleb Taguchi
- Costumes : Athena Theny
- Montage : Sarah Hedar
- Musique : Kinnie Starr
- Producteur : Jonathan Frantz, Kristy Assu, Gwaai Edenshaw, Stephen Grosse, Zacharias Kunuk
- Sociétés de production : Niijang Xyaalas Productions
- Société de distribution : Isuma
- Pays d'origine :  Canada
- Langue originale : haïda
- Format : couleur
- Genre : Drame et historique
- Durée : 100 minutes
- Budget : 1 890 000 $ CA
- Dates de sortie :
- Canada
  - Haïda Gwaïi : 1er septembre 2018
  - Toronto : 7 septembre 2018